# 죽변고등학교
죽변고등학교(竹邊高等學校)는 대한민국 경상북도 울진군 죽변면 죽변리에 있는 공립 고등학교이다.

## 학교 연혁
- 1969년 3월 25일 : 죽변중학교 병설 죽변상업고등학교 설립 인가(3학급)
- 1969년 3월 31일 : 죽변상업고등학교 개교식 거행
- 1975년 10월 29일 : 죽변종합고등학교로 개칭(보통과 3학급, 상업과 9학급)
- 1989년 3월 1일 : 죽변중학교 분리 독립
- 2009년 3월 1일 : 죽변고등학교로 교명 변경
- 2011년 2월 1일 : 도지정 연구학교 선정(뉴 스포츠 프로그램 수업을 통한 체력활성화 방안)
- 2011년 8월 11일 : 도지정 교과교실제 운영 학교 선정
- 2014년 3월 1일 : 교육부 요청 도지정 연구학교 선정(학교스포츠 클럽)
- 2015년 2월 25일 : 다목적 강당(죽향관) 개관
- 2017년 3월 1일 : 교육부 요청 정책 연구학교 선정(2년차) (미디어 문해력 향상)
- 2023년 3월 2일 : 제24대 배호식 교장 부임
- 2024년 2월 8일 : 제53회 졸업식(졸업생 94명, 총 8,871명)
- 2024년 3월 4일 : 입학식(신입생 105명)

## 참고 자료
- 죽변고등학교 - 한국교육학술정보원 학교알리미